# 魏克瑟尔鲍姆
魏克瑟尔鲍姆是奥地利布尔根兰州延纳斯多夫县的一个市镇。总面积12.17平方公里，总人口729人，人口密度60人/平方公里（2016年）。